# Pontifikalna misa
Pontifkalna misa (lat. Missa pontificalis) svečani je oblik mise koju slavi prelat, a dvore ga đakon, (subđakon u tradicionalnoj misi) ceremonijar, kadioničar i drugi poslužitelji.
Iako se u danas riječ »pontifikat« gotovo isključivo povezuje s papom, svaki biskup može se nazvati pontifom. Stoga, slavitelj pontifikalne mise može biti papa, bilo koji biskup ili bilo koji drugi prelat Crkve koji može nositi pontifikalno ruho.